# Eets
Eets (рус. Итс) — это компьютерная игра в жанре головоломка, разработанная студией Klei Entertainment и выпущенная в 2006 году. Игра сочетает в себе элементы таких игр как Lemmings и The Incredible Machine.

## Игровой процесс
Eets — это главный герой игры. Это маленькое существо боится темноты, становится сердитым, когда ты бьешь его, и становится счастливым, когда поест маленьких, видимо, сладких шариков. Геймплей представляет собой набор различных продуктов и штуковин — все они влияют на настроение Итса — и манипулируя которыми нужно благополучно довести его к выходу из уровня.
В дополнение к сотне стандартных уровней на сайте игры доступно для скачивания более 600 уровней, созданных как разработчиками, так и фанатами данной игры. Также существуют много различных комьюнити, например, «Goodies», объединяющие для совместного создания уровней тех, кому нравится игра Eets.

## Разработка и издание
Созданием Eets Джейми Ченг (англ. Jamie Cheng) начал заниматься будучи наёмным работником в игровой студии. После создания прототипа и демонстрации её своим друзьям было решено попробовать «продать это». Вместе с тем для реализации задуманного пришлось во многом игру переделать. Для издания Eets Джейми Ченг попытался привлечь государственное спонсирование. У него это получилось, но форма была такова, что половину суммы в издание вкладывает разработчик, а вторую спонсор, но у Джейми Ченг никакой суммы не было. Поэтому они договорились о том, что потраченная сумма будет возвращена позже, как из заработка Джейми Ченга, так и с продаж игры. После основания студии Klei Entertainment и выпуска игры Джейми Ченг называет самой большой проблемой и удачей то, что им удалось выжить до получения первых средств с продаж. Позже, как он признается, что когда он пришёл вернуть сумму займа государственному спонсору, то тот удивился, так как правило, никто её не возвращал. Таким образом, после успешных продаж игры выручки хватило для существования студии и это позволило начать им работать над другими играми.

### Eets: Chowdown
25 апреля 2007 была выпущена специальная версия для платформы Xbox 360, а также для онлайн сервиса Xbox Live Arcade, которая называлась Eets: Chowdown. Она включала в себя 120 новых уровней и миниаркаду, названную Marsho Madness.

## Отзывы
| Сводный рейтинг | Сводный рейтинг |
| Агрегатор       | Оценка          |
| --------------- | --------------- |
| GameRankings    | 78,33 %         |